# Sjätte söndagen efter trefaldighet
Sjätte söndagen efter trefaldighet är en av söndagarna i "kyrkans vardagstid".
Den infaller 14 veckor efter påskdagen. Den liturgiska färgen är grön.
Temat för dagens bibeltexter enligt evangelieboken är Efterföljelse, och en välkänd text är den text ur Matteusevangeliet, där Jesus sade:
| ” | "Om någon vill gå i mina spår måste han förneka sig själv och ta sitt kors och följa mig. Ty den som vill rädda sitt liv skall mista det, men den som mister sitt liv för min skull, han skall finna det.." | „ |

## Svenska kyrkan

### Texter
Söndagens tema enligt 2003 års evangeliebok är Efterföljelse. De bibeltexter som används för att belysa dagens tema är:
| Första årgången                                                                     | Andra årgången                                                           | Tredje årgången                                                                    | Psaltarpsalm |
| Tredje Moseboken 19:1-2,13-18 Första Petrusbrevet 1:13-16 Matteusevangeliet 5:20-26 | Amos 7:10-15 Första Thessalonikerbrevet 2:1-8 Matteusevangeliet 16:24-27 | Första Kungaboken 19:19-21 Första Korinthierbrevet 9:19-26 Lukasevangeliet 9:51-62 | Psaltaren 15 |

### Fotnoter
1. ↑  ”Sjätte söndagen efter trefaldighet”. Svenska kyrkan. https://www.svenskakyrkan.se/troochandlighet/kyrkoarets-bibeltexter?helgdag=58. Läst 27 november 2015.
2. ↑   Den svenska psalmboken med tillägg. Stockholm: Verbum. 2005. sid. 1481–1484. Libris ht7wjxh8f3k4gcqk. ISBN 978-91-526-5515-3